# Amphibotettix abbotti
Amphibotettix abbotti är en insektsart som först beskrevs av Rehn, J.A.G. 1904.  Amphibotettix abbotti ingår i släktet Amphibotettix och familjen torngräshoppor. Inga underarter finns listade i Catalogue of Life.